# Ary miniaturowe

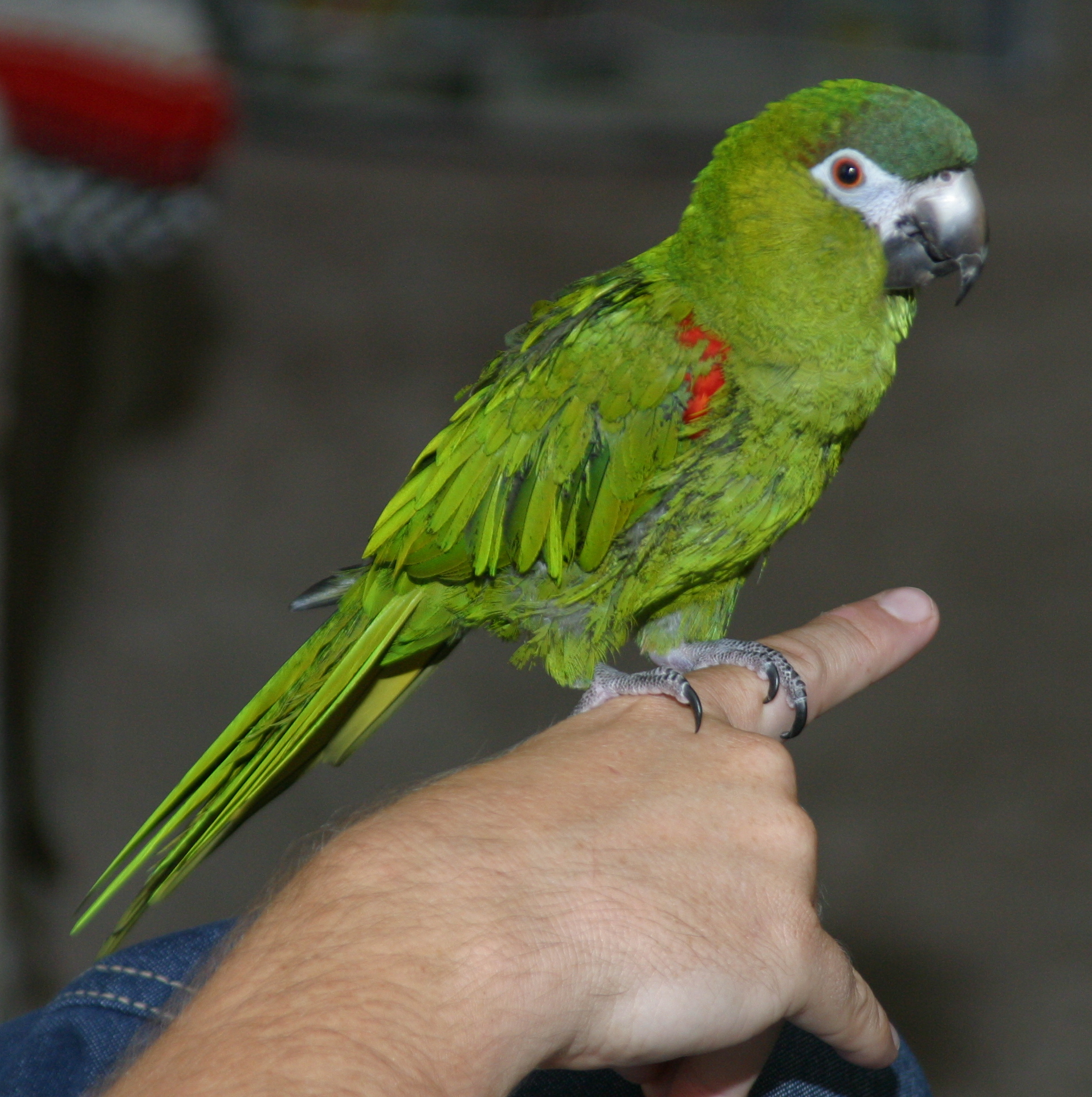
Ara z gatunku Diopsittaca nobilis (epoletówka) mierząca ok. 30–35 cm

Ary miniaturowe (ang. mini-macaw) – luźne określenie małych i średnich gatunków ar z plemienia Arini. Termin ten nie ma stałego znaczenia taksonomicznego i jest wykorzystywany w ornitologii głównie do opisania niewielkiej ary należącej do różnych gatunków, przy czym całkowita wielkość zwierzęcia jest jedynym jego kryterium. Każda ara o całkowitej długości (włącznie z ogonem) mniejszej niż ok. 50 cm może zostać wliczona do tej grupy. Ponadto przedrostek mini może być dodany do nazwy gatunku podczas opisywania danego ptaka.
W handlu zwierzętami domowymi termin ten można wykorzystać do zasugerowania, że dany gatunek jest lepiej przystosowany do mieszkania w niewielkim domu niż w przypadku większych gatunków tych zwierząt.

## Gatunki
Do miniaturowych gatunków zaliczamy następujące gatunki:
- ara kasztanowoczelna, Ara severus
- ara żółtoszyja, Primolius auricollis
- ara żółtolica, Orthopsittaca manilatus
- ara marakana, Primolius maracana
- ara niebieskogłowa, Primolius couloni
- epoletówka, Diopsittaca nobilis.